# Lissonomimus auratopilosus
Lissonomimus auratopilosus là một loài bọ cánh cứng trong họ Cerambycidae.